# Rivière Clinton
Rivière Clinton är ett vattendrag i Kanada.   Det ligger i provinsen Québec, i den sydöstra delen av landet, 400 km öster om huvudstaden Ottawa.
I omgivningarna runt Rivière Clinton växer i huvudsak blandskog. Runt Rivière Clinton är det mycket glesbefolkat, med 2 invånare per kvadratkilometer.